# Falcileptoneta higoensis
Falcileptoneta higoensis är en spindelart som först beskrevs av Teruo Irie och Ono 2003.  Falcileptoneta higoensis ingår i släktet Falcileptoneta och familjen Leptonetidae. Inga underarter finns listade i Catalogue of Life.